# Qingyi (Anhui)
Pour les articles homonymes, voir Qingyi.
La Qingyi  (caractères chinois : 青弋江)   est une rivière  de la province chinoise du  Anhui et le plus grand des affluents du cours inférieur du fleuve Yangzi Jiang. Cet affluent de la rive droite est long de 291 kilomètres et son bassin versant a une superficie de 8 198 km². Elle prend sa source dans les monts Huang à une altitude de 709 mètres. Celle-ci est située dans le Xian de Yi. Le débit de la rivière est de 174 m3/s. 
Tout comme la rivière Yuxi, la Qingyi se jette dans le Yangzi au niveau de la ville-préfecture de Wuhu principal port fluvial de l'Anhui sur le fleuve. Les principaux affluents de la Qingyi  sont les rivières Hui, Machuan, Gufeng et Yangxi. Très tôt, entre le 8e et le 12e siècle, des polders ont été aménagés sur le bassin fluvial de la Qingyi